# Le Voyage de Pénélope
 (février 2023).
Si vous disposez d'ouvrages ou d'articles de référence ou si vous connaissez des sites web de qualité traitant du thème abordé ici, merci de compléter l'article en donnant les références utiles à sa vérifiabilité et en les liant à la section « Notes et références ».

Le Voyage de Pénélope est un téléfilm français réalisé par Patrick Volson réalisé en 1995.

## Synopsis
À 20 ans, Maxime et son copain Paulo détestent leurs vacances familiales. Chaque année, ils se retrouvent coincés entre caravanes et parents dans un camping. Pour tuer le temps, ils passent leurs journées à gratter les capsules des sodas de Bora-Bora, un jeu-concours, dont le premier prix est une croisière pour deux vers les îles lointaines. La chance est avec eux ; ils ont bientôt réuni toutes les capsules, sauf une. Pénélope, la jeune caissière du supermarché, est en possession de celle qui leur manque. L'un des deux garçons doit alors se sacrifier ; ce sera Paulo. Ce dernier accompagnera les deux autres à Marseille, ville d'embarquement, espérant trouver un moyen de se débarrasser de Pénélope, pour profiter entre copains de ces lieux paradisiaques. Mais la vieille 4L de la jeune fille rend l'âme. Le trio est alors pris en stop par un couple de septuagénaires, Hermine et Gaspard, et aucun des trois jeunes gens ne se rend compte que ces vieilles personnes sont des voleurs (ils ont en effet déjà volé - entre autres - une Traction ainsi que le Pontiac Trans Sport dans lequel ils voyagent...).

Hermine et Gaspard finissent par se faire arrêter mais, grâce à un habile stratagème, ils parviennent à s'échapper et partent pour les îles lointaines.

L'histoire se finit quand Maxime paie à Paulo et Pénélope un voyage en Corse. Dire qu'au début Pénélope disait : "Paulo a un regard sournois."

## Fiche technique
- Réalisateur : Patrick Volson
- Scénario : David Pharao
- Musique : Angélique Nachon et Jean-Claude Nachon
- Date de diffusion : 26 mars 1996
- Durée : 95 minutes

## Distribution
- Micheline Presle : Hermine
- Claude Piéplu : Gaspard
- Sonja Codhant : Pénélope
- Guillaume Canet : Maxime
- Eric Seigne : Paulo
- Marie-Christine Laurent : Audrey
- Agathe Chouchan : Suzanne
- Katy Avram : La mère de Maxime
- Vincent Audat : Le père de Maxime
- Anne-Marie Ponsot : La mère de Paulo
- Zinedine Soualem : Le vendeur de voitures
- Jean-Marc Roulot : Le fils d'Hermine
- Michel Pilorgé : Le gendarme enquêteur